# Římskokatolická farnost Strachotice
Římskokatolická farnost Strachotice je územní společenství římských katolíků s farním kostelem svatého Jiří ve znojemském děkanství.

## Historie farnosti
První písemná zmínka o obci je z roku 1190, kdy je připomínána kaple svatého Jiří. Ta zanikla postupem doby. Teprve v roce 1744 loucký opat Mayer nechal postavit kostel, zasvěcený svatému Jiří, který ovšem o několik let později (1766) vyhořel. Brzy však byl obnoven a vysvěcen olomouckým biskupem Maxmiliánem z Hamiltonu. Má tři oltáře, varhany z roku 1802, v roce 1910 byla zvýšena věž kostela, v roce 1961 byla dána nová báň na věži. V letech 1970 – 1972 byla provedena celková oprava kostela.

## Duchovní správci
Od 1. srpna 2009 do června 2015 byl administrátorem excurrendo R. D. Jindřich Čoupek,který byl zároveň moderátorem farního tým FATYM Přímětice-Bítov. K 1. červenci 2015 byl administrátorem excurrendo ustanoven R. D. Mgr. Pavel Sobotka.
FATYM Přímětice-Bítov je společenství katolických kněží, jáhnů a jejich dalších spolupracovníků. Působí v brněnské diecézi od roku 1996. Jedná se o společnou správu několika kněží nad větším množstvím farností za spolupráce laiků. Mimo to, že se FATYM stará o svěřené farnosti, snaží se jeho členové podle svých sil vypomáhat v různých oblastech pastorace v Česku.

## Bohoslužby
| Kostel       | Místo       | Bohoslužba (den) | Hodina | Poznámka     |
| ------------ | ----------- | ---------------- | ------ | ------------ |
| svatého Jiří | Strachotice | neděle           | 8.00   | farní kostel |

## Aktivity ve farnosti
Dnem vzájemných modliteb farností za bohoslovce a bohoslovců za farnosti brněnské diecéze je 3. říjen. Adorační den připadá na 25. srpna.
FATYM vydává čtyřikrát do roka společný farní zpravodaj (velikonoční, prázdninový, dušičkový a vánoční) pro farnosti Vranov nad Dyjí, Přímětice, Bítov, Olbramkostel, Starý Petřín, Štítary na Moravě, Chvalatice, Stálky, Lančov, Horní Břečkov, Prosiměřice, Vratěnín, Citonice, Šafov, Korolupy, Těšetice, Lubnice, Lukov, Práče a Vratěnín.
Ve farnosti se koná Tříkrálová sbírka. V roce 2017 činil její výtěžek 19 484 korun.